# Eugène d'Harcourt
Pour les autres membres de la famille, voir Maison d'Harcourt.
François-Eugène-Gabriel, duc d'Harcourt, né le 22 août 1786 à Jouy-en-Josas, mort le 2 mai 1865 à Paris, est un diplomate et homme politique français d'orientation orléaniste.

## Biographie
Il est le fils de Marie-François d'Harcourt , 6e duc d'Harcourt, et de Marie-Jacqueline Le Veneur de Tillières. Il est élevé chez sa grand-mère, la duchesse de Beuvron, pendant que son père se trouve en émigration près du duc de Berry en Angleterre.  
En 1840, à la mort de son frère aîné, Alphonse Aymar François d'Harcourt, 7e duc d'Harcourt, il devient le 8e duc d'Harcourt. 

### La Restauration
Durant la première Restauration (1814-1815), il sert dans la maison du roi, et, après les Cent-Jours, est nommé chef d'escadron dans les hussards de la garde, que commande le marquis de Vence, son beau-frère. 
Le métier des armes ne lui plaisant pas, il donne sa démission en 1820. 
S'intéressant à la cause des Grecs, il appartient au comité philhellénique de Paris ; chargé de remplacer le général Roche en Grèce en tant que représentant du comité, il embarque à Toulon le 2 juillet sur la gabare La Truite avec des fonds destinés aux insurgés. Il soutient ainsi notamment le corps du général Fabvier, embryon de l'armée régulière. Il rentre en France sur le brick Le Loiret en octobre suivant.
Sondant Charles X[Quand ?] sur les chances d'une intervention française, il ne le trouve pas disposé à agir. 
Élu, le 21 novembre 1827, député de Seine-et-Marne, il siège dans l'opposition libérale, est nommé secrétaire de la Chambre et, en cette qualité, remet au roi l'adresse des 221 qu'il a lui-même signée.

### La Monarchie de Juillet
Il est réélu en 1830. Le 29 juillet, il approuve le renversement de Charles X et l'avènement de Louis-Philippe. Le nouveau gouvernement le nomme ambassadeur à Madrid. Mécontent des mesures prises par le Roi d'Espagne Ferdinand VII contre les libéraux espagnols, il donne sa démission le 27 novembre.  
Il est remplacé par le général Durosnel. 
Il est de nouveau élu le 5 juillet 1831 par le 4e collège de Seine-et-Marne (Provins). Il est désigné peu après pour occuper le poste d'ambassadeur à Constantinople ; mais la mort de Casimir Perier empêche son départ et met fin à sa mission. Réélu député le 21 juin 1834, il prend une part active aux débats sur l'instruction secondaire. Il est nommé pair de France le 3 octobre 1837, sous le ministère Molé, jusqu'en 1848. 
Président de la Société du libre-échange, il demande l'abaissement progressif des tarifs et combat le projet des fortifications de Paris.

### La Seconde République
En 1848, Lamartine lui offre l'ambassade de Londres, mais il préfère celle de Rome, durant laquelle il agit auprès du pape pour obtenir la nomination de Pellegrino Rossi comme premier ministre. Rossi ayant été assassiné, il est chargé par le pape d'accepter la proposition du général Cavaignac, mais bientôt dut s'entendre avec M. de Spaar, ambassadeur de Bavière, pour favoriser le départ de Pie IX pour Gaëte. Cette situation l'amène à donner sa démission (12 septembre 1849). 
Rentré dès lors dans la vie privée, il s'occupe d'agriculture sur ses terres. 

## Distinctions
- Officier de la Légion d'honneur (7 mai 1839)[4]

## Mariage et descendance
Il épouse à Paris le 13 avril 1807 Aglaé Terray (1788-1867), fille d'Antoine Terray, seigneur de Grosbois, La Motte-Tilly, conseiller à la Cour des aides de Paris, Intendant de Montauban, puis de Lyon, et de Marie Nicole Perreney de Grosbois. Elle était la petite nièce de l'abbé Terray. 
En 1856, il rachète avec elle aux enfants de sa cousine, la princesse de Beauvau, née Mortemart, décédée en 1854, le château de Thury-Harcourt , resté depuis dans leur descendance.
Huit enfants naissent de cette union :
- Henri d'Harcourt (1808-1846), marié en 1829 avec Césarine Laure Charlotte Slanie de Choiseul Praslin (1807-1843). Leur fils François d'Harcourt, devient en 1865, après son grand-père, le 9e duc d'Harcourt ;
- Sophie d'Harcourt (1812-1842), mariée en 1832 avec Léon,5e duc d'Ursel (1805-1878), remarié avec sa belle-sœur, Thérèse d'Harcourt ;
- Jean d'Harcourt (1813-1891), marié en 1856 avec Juliette Marie Caroline d'Andigné de La Chasse (1834-1871) ;
- Richard d'Harcourt (1816-1841) ;
- Robert d'Harcourt (1820-1840) ;
- Bernard d'Harcourt (1821-1912), marié en 1851 avec Elisabeth Marie Casimire de Guignard de Saint Priest (1832-1900) ;
- Marie d'Harcourt (1828-1828)
- Henriette d'Harcourt (1828-1904), mariée en 1847 avec Léon,5e duc d'Ursel  (1805-1878), veuf de sa sœur, Sophie d'Harcourt, supra,
  - Marie Charles Joseph, 6e duc d'Ursel x Antonine de Mun, sœur du comte Albert de Mun.

## Pour approfondir

### Note
1. ↑  Pierre Echinard, Grecs et Philhellènes à Marseille: de la Révolution française à l'Indépendance de la Grèce p.221 en ligne
2. ↑  « Recherche - Base de données Léonore », sur www.leonore.archives-nationales.culture.gouv.fr (consulté le 8 novembre 2023)
3. ↑  Georges Martin, Histoire et généalogie de la Maison d'Harcourt, tome 2, Lyon, L'auteur, 2013, p. 103

### Pages connexes
- Maison d'Harcourt
- Liste des seigneurs d'Harcourt
- Château d'Harcourt (Thury-Harcourt)